# Provenda
Provenda war ein italienisches Getreidemaß in Ancona.
- 1 Provenda = 430 ⅛ Pariser Kubikzoll = 8 13/25 Liter
- 4 Provende = 1 Coppa
- 32 Provende = 1 Rubbio